# Maisons d'adoration baha'ies
La Maison d'adoration baha'ie, parfois désignée par son nom arabe Mashriqu'l-Adhkár ("l'Orient de la louange à Dieu", en arabe : مشرق اﻻذكار), est le titre donné aux édifices dédiés au culte dans la Foi bahá’íe par son fondateur Bahá'u'lláh (1817-1892). Ce titre s'applique techniquement à tout lieu de culte communautaire rendu à Dieu.

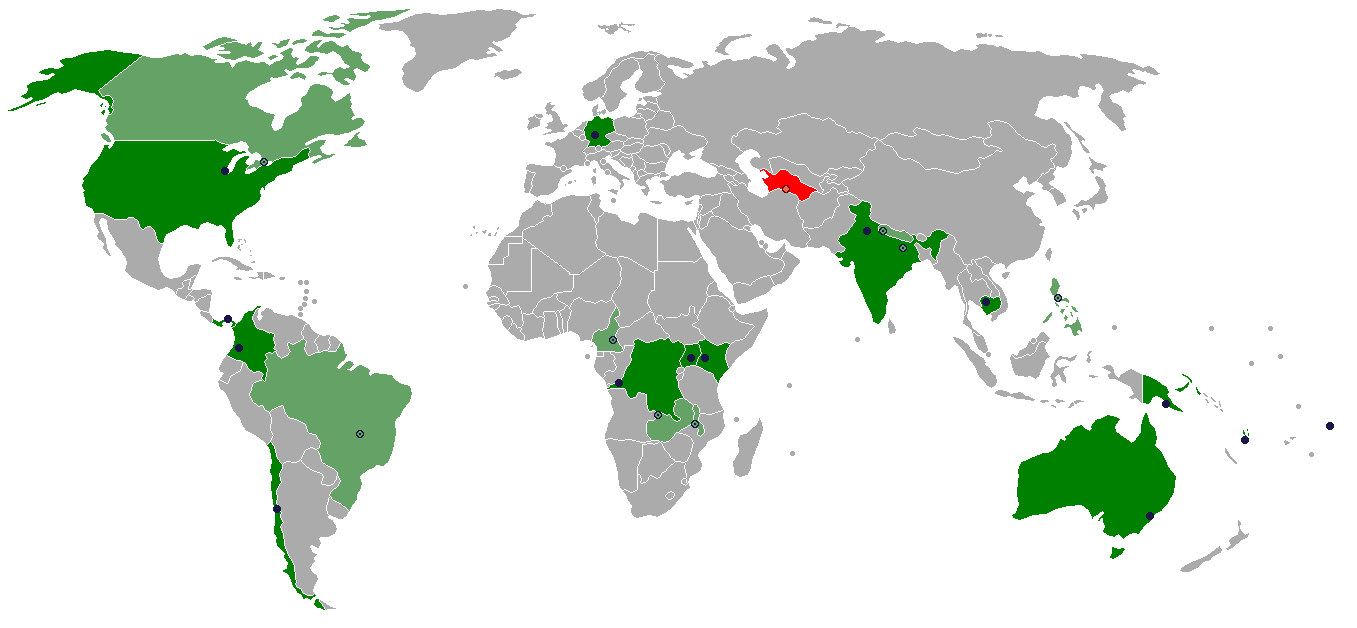
Carte des pays où l'on trouve des "Maisons d'adoration baha'ies". En rouge : celles détruites. En vert foncé : celles existantes, localisées au point noir. En vert clair : celles prévues.

## Fonction
Le Mashriqu'l-Adhkár est une institution ordonnée par Bahá'u'lláh dans le Kitāb-i Aqdas pour que les baha'is puissent y célébrer les louanges de Dieu. Le "Gardien" Shoghi Effendi (1897-1957) parle de cette institution comme de « la couronne de chaque communauté baha'ie » et `Abdu'l-Bahá (1844-1921) déclare à son propos :

« Bien que le Mashriqu'l-Adhkár soit, d'après son apparence, une structure matérielle, il exerce cependant un effet d'ordre spirituel. Il forge entre les cœurs des liens d'unité; c'est un centre communautaire destiné aux âmes humaines. Chaque ville dans laquelle, au temps de la Manifestation, fut édifié un temple, a fait naître la sécurité, la constance et la paix, car de tels édifices ont été voués à la perpétuelle glorification de Dieu, et le cœur humain ne saurait trouver de repos en dehors de la souvenance de Dieu. Par le Dieu de miséricorde ! L'édifice de la Maison d'Adoration exerce une puissante influence sur toutes les phases de la vie. En Orient, l'expérience a clairement montré qu'il s'agissait là d'un fait bien établi. Même si, dans quelque petit village, une maison était désignée pour faire fonction de Mashriqu'l-Adhkár, son existence avait une portée significative. Quel pourrait être alors l'impact produit par un temple spécialement édifié dans ce but ! »

— Sélection des écrits de `Abdu'l-Bahá
Une "Maison d'adoration", qui est destinée à devenir dans chaque ville le cœur social et spirituel de la communauté baha'ie, doit répondre à des normes particulières :
- son édification et sa décoration doivent être aussi parfaites que possible, sans images ni effigies[5].
- elle doit comporter 9 côtés avec 9 entrées (9 est la valeur numérique du mot Bahá’ selon la numération abjad) et éventuellement une coupole[6]

- elle doit être uniquement consacrée à la louange de Dieu, surtout à l'aube[7]. Rituels et sermons y sont interdits, et seuls les écrits saints peuvent être lus sans utiliser de chaire[8]. Les instruments de musique sont aussi interdits et mais le chant y est autorisé dans n'importe quelle langue[9], car l'âme doit être attirée par la mélodie de la Parole divine et non pas par celle de la musique humaine[10].
- elle constitue le centre d'un "complexe qui comprendra dans l'avenir un certain nombre de dépendances consacrées à des fins sociales, humanitaires, éducatives et scientifiques", "procurant le soulagement à celui qui souffre, la subsistance du pauvre, l'abri au voyageur, la consolation à l'affligé et l'éducation à l'ignorant"[11]. Selon `Abdu'l-Bahá : "Le Mashriqu'l-Adhkár est l'une des institutions les plus vitales du monde, et il possède de nombreuses branches annexes. Tout en étant une Maison d'adoration, il est également rattaché à un hôpital, à un dispensaire, à une maison d'accueil pour les voyageurs, à une école pour les orphelins et à un établissement d'études universitaires. Chaque Mashriqu'l-Adhkár est relié à ces cinq structures."[12]

## Édifices déjà construits

### Achgabat (Turkménistan)
La première Maison d'adoration baha'ie fut achevée vers 1908 dans la ville d'Achgabat, alors sous domination russe et actuellement la capitale du Turkménistan. Les plans furent préparés dès 1902 par Ostad Ali-Akbar Banna, et la construction fut supervisée par Vakílu'd-Dawlih, à qui fut décerné plus tard le titre d'apôtre de Bahá'u'lláh.
Achgabat est située dans la steppe occidentale du Turkménistan, près de la chaîne montagneuse de l'Elbourz. Libérés et protégés par les autorités russes, plus de mille baha'is y formèrent pour la première fois au monde une véritable communauté baha'ie avec ses propres écoles (où l'on enseignait l'espéranto), son propre hôpital et son propre cimetière. Ils décidèrent finalement d'ériger à Achgabat ce qui représente le cœur social et spirituel de la communauté baha'ie : le Mashriqu'l-Adhkár ("l'Orient de la louange à Dieu", plus communément appelé "Maison d'adoration"). Des jardins entouraient le temple, et aux quatre angles du jardin se dressaient quatre constructions : l'école, l'auberge pour les voyageurs baha'is, un petit dispensaire et la maison du gardien.
À la suite de l'annexion de cette région par l'Union des républiques socialistes soviétiques en 1918, les autorités confisquèrent le temple en 1928 mais le relouèrent aux baha'is jusqu'en 1938, date à laquelle il fut complètement sécularisé et transformé en galerie d'art. Un tremblement de terre l'endommagea en 1948 et le rendit instable, ce qui amena finalement à sa destruction complète en 1963 pour laisser la place à un jardin public.

### Wilmette (États-Unis)
La Maison d'adoration baha'ie de Wilmette (Illinois, États-Unis) est située dans les faubourgs nord de Chicago, sur le bord du lac Michigan. C'est le plus ancien et le plus grand des édifices existants et il est considéré comme le "Temple-Mère" de l'Amérique du Nord. C'est `Abdu'l-Bahá lui-même qui en posa la première pierre en 1912, et il fut achevé en 1953. L'édifice fut dessiné par l'architecte canadien Jean-Baptiste Louis Bourgeois (1856-1930) et réalisé en béton et en quartz blanc ; sa coupole reçut de nombreux prix architecturaux et est citée dans le "Registre national des lieux historiques" des États-Unis. Dans une de ses Tablettes, `Abdu'l-Bahá écrit à propos de l'érection de ce "Temple-Mère" :

« Loué soit Dieu ! De tous les pays du monde, en ce moment, chacun apporte sa contribution, selon ses moyens, pour le fonds destiné à la construction du Mashriqu'l-Adhkár d'Amérique… Depuis l'époque d'Adam jusqu'à ce jour, l'homme n'a jamais été témoin d'une chose pareille : des contributions sont parvenues des pays les plus reculés d'Asie jusqu'en Amérique. Ceci n'est possible que grâce au pouvoir de l'alliance de Dieu. En vérité, ce fait provoque l'émerveillement de tous ceux qui sont doués d'intuition. Il est à espérer que les croyants en Dieu feront preuve de générosité et qu'ils rassembleront une somme importante pour cette construction… Je désire que chacun soit libre d'agir comme il lui plaît. Si quelqu'un veut employer son argent à d'autres fins, qu'il le fasse. N'influencez personne d'aucune manière, mais soyez certains que la chose la plus importante à l'heure actuelle est la construction du Mashriqu'l-Adhkár. (…) Le mystère de cet édifice est grand et ne peut encore être dévoilé, mais sa construction est la plus importante des entreprises actuelles. Le Mashriqu'l-Adhkár comporte d'importants bâtiments annexes. Ce sont : l'orphelinat, l'hôpital et le dispensaire pour indigents, la maison pour incurables, l'université pour l'éducation scientifique et l'hospice. Dans chaque ville, un grand Mashriqu'l-Adhkár devrait être construit sur ces données. Le Mashriqu'l-Adhkár retentira chaque matin des louanges rendues à Dieu. Il n'y aura pas d'orgue dans le temple. Dans les édifices voisins auront lieu des fêtes, des célébrations, des congrès, des réunions publiques et des assemblées spirituelles, mais, dans le temple, cantiques et plains-chants s'élèveront sans accompagnement. Et ouvrez toutes grandes ses portes à l'humanité tout entière ! Lorsque ces institutions : collège, hôpital, hospice, maison de repos, université des hautes études pour l'obtention des grades supérieurs, et les autres édifices à caractère philanthropique seront établis, ils seront ouverts à toutes les nations et à toutes les religions. Toute cloison étanche sera abolie. Les charités seront dispensées sans distinction de couleur ni de race. Les portails seront grand ouverts au genre humain, sans préjugé envers qui que ce soit, mais avec amour. L'édifice central sera consacré à la prière et à l'adoration. Ainsi… la religion pourra entrer en harmonie avec la science, la science servira la religion, toutes deux répandant à foison leurs bienfaits matériels et spirituels sur toute l'humanité. »

— John Ebenezer Esslemont, Bahá'u'lláh et l'ère nouvelle

### Kampala (Ouganda)
Le "Temple-Mère" de l'Afrique est situé en Ouganda sur la colline Kikaya dans les faubourgs de la capitale Kampala. Les plans furent dessinés par Charles Mason Remey. La première pierre fut posée en janvier 1958 et il fut dédicacé le 13 janvier 1961.

### Sydney (Ingleside, Australie)
Le "Temple-Mère" d'Australie est situé dans une zone naturelle ("bush") de 380 000 m² à Ingleside (Nouvelle-Galles du Sud), dans les faubourgs Nord de Sydney à côté de l'océan Pacifique. Les plans furent dessinés par Charles Mason Remey. Elle fut achevée en 1961 à partir de béton et de bois dur local. Ce temple pouvant contenir 600 personnes fut menacé par un gigantesque feu de brousse en 2005-06, qui s'en approcha mais ne l'atteignit pas.

### Francfort (Hofheim-Langenhain, Allemagne)
Le "Temple-Mère" de l'Europe est situé à la bordure Sud des monts Taunus dans le village de Langenhain, qui appartient à la commune de Hofheim, entre Francfort-sur-le-Main et Wiesbaden (Hesse). Les plans furent dessinés par Teuto Rocholl et il fut achevé en 1964.

### Panama (Panama)
Le "Temple-Mère" de l'Amérique latine est situé au Panama sur une haute falaise nommée "Cerro Sonsanate" (la colline qui chante) au-dessus de la ville de Panama. Les plans furent dessinés par Peter Tillotson et il fut achevé en 1972. Il est édifié avec des pierres locales et orné de dessins faisant référence à la culture indigène de l'Amérique centrale.

### Tiapapata (Apia, îles Samoa)
Le "Temple-Mère" de l'Océanie est situé à 8 km de Apia dans les îles Samoa. Les plans furent dessinés par Hossein Amanat et il fut dédicacé en 1984 par le roi samoan Malietoa Tanumafili II, qui était le premier monarque régnant baha'i. Sa structure est entièrement ouverte aux alizés.

### Delhi (Inde)
Le "Temple-Mère" du sous-continent indien est situé en Inde dans les faubourgs de la capitale New-Delhi, au village de Bahapur. Les plans furent dessinés par l'architecte iranien (de nationalité canadienne) Fariborz Sahba et il fut dédicacé en décembre 1986. Cette Maison d'Adoration est surnommée le "temple du Lotus", car sa structure est inspirée de la fleur sacrée du lotus : elle consiste en 27 "pétales" de marbre blanc arrangés par groupes de trois pour dessiner neuf côtés, et semble "flotter" sur neuf pièces d'eau qui l'entourent. Cet édifice, pouvant accueillir 2 500 personnes, a gagné de nombreux prix d'architecture et reçoit chaque année plus de visiteurs que le Taj Mahal !

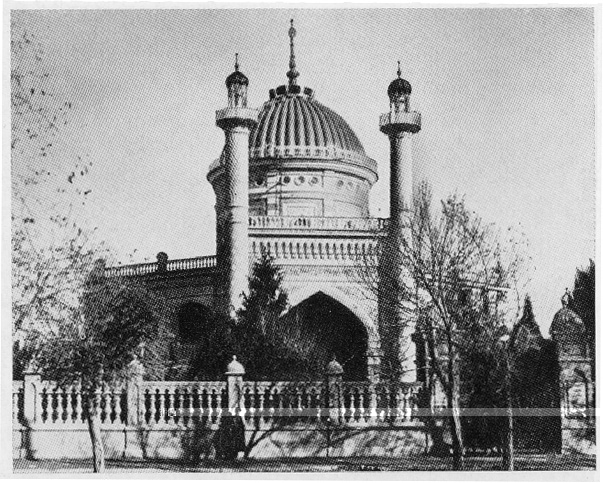
`Ishqábád (Turkménistan)
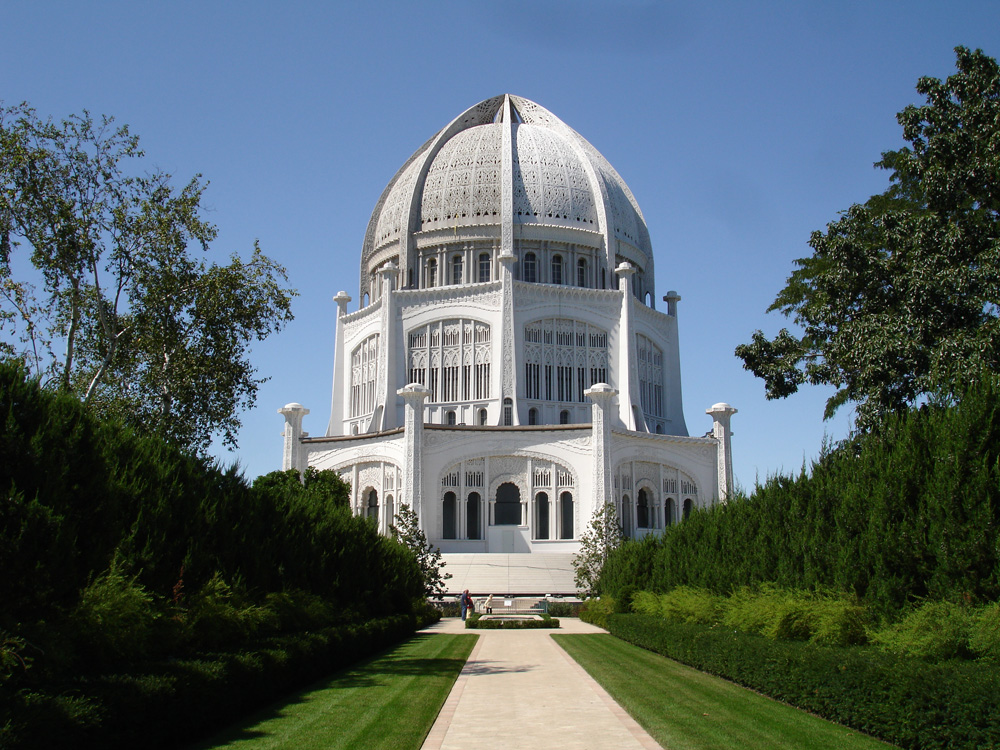
Wilmette (Illinois, États-Unis)
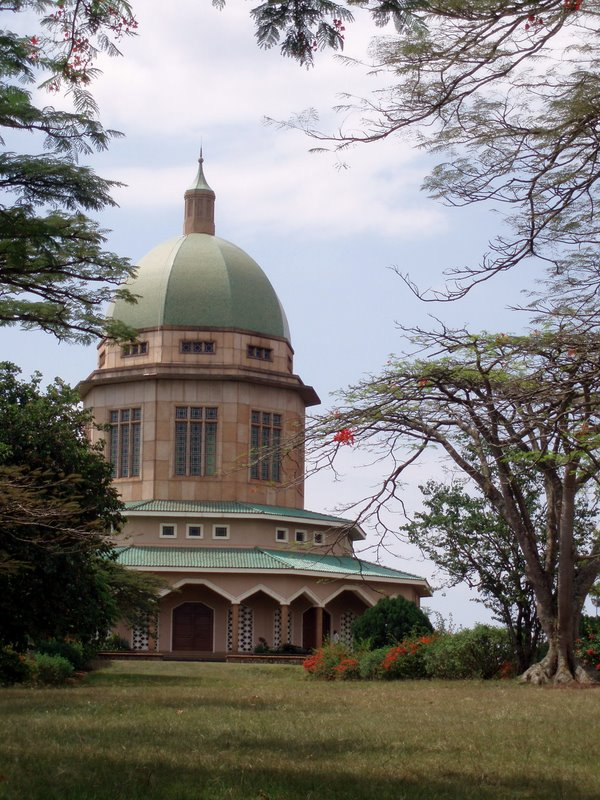
Kampala (Ouganda)
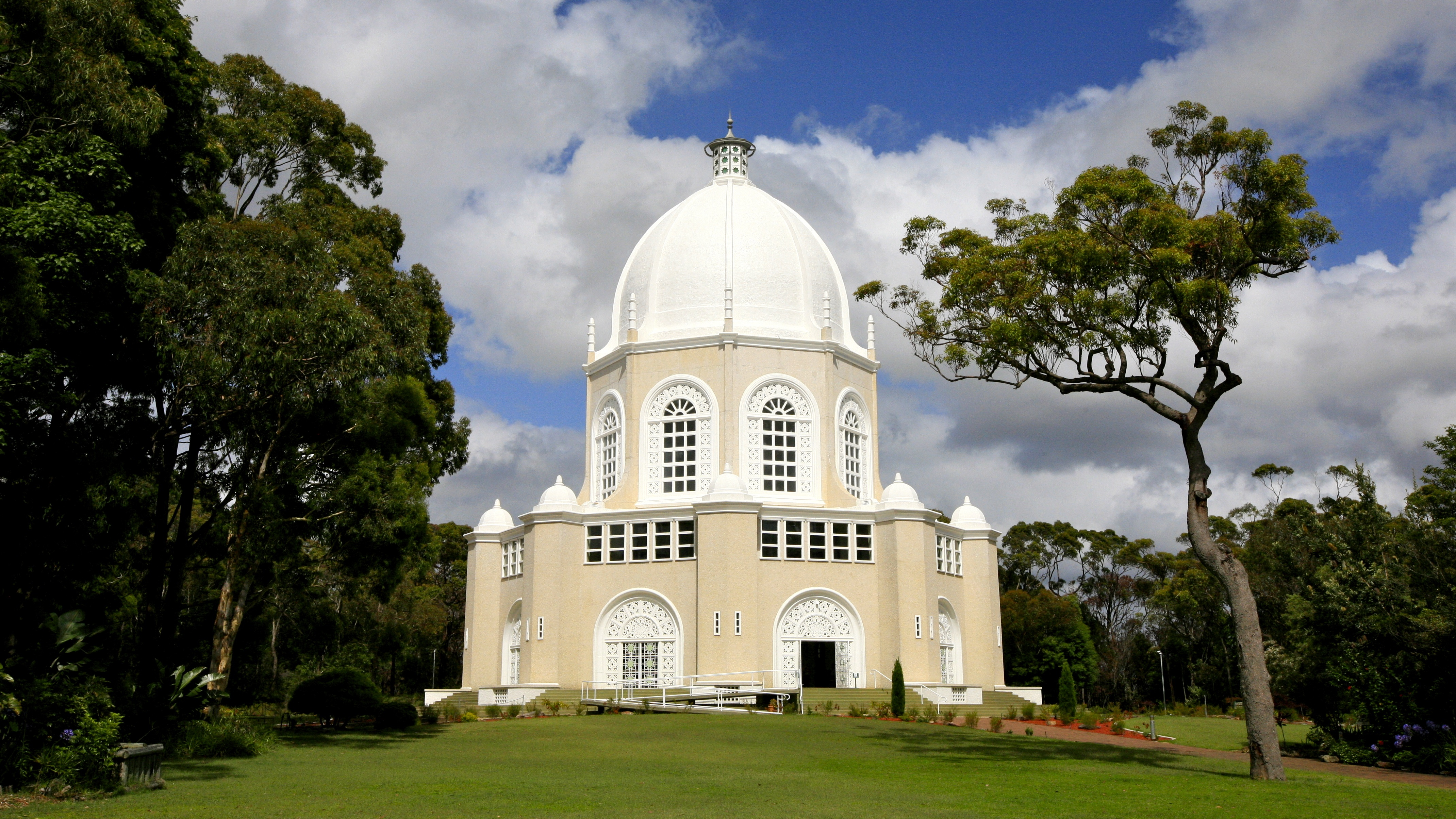
Sidney (Australie)
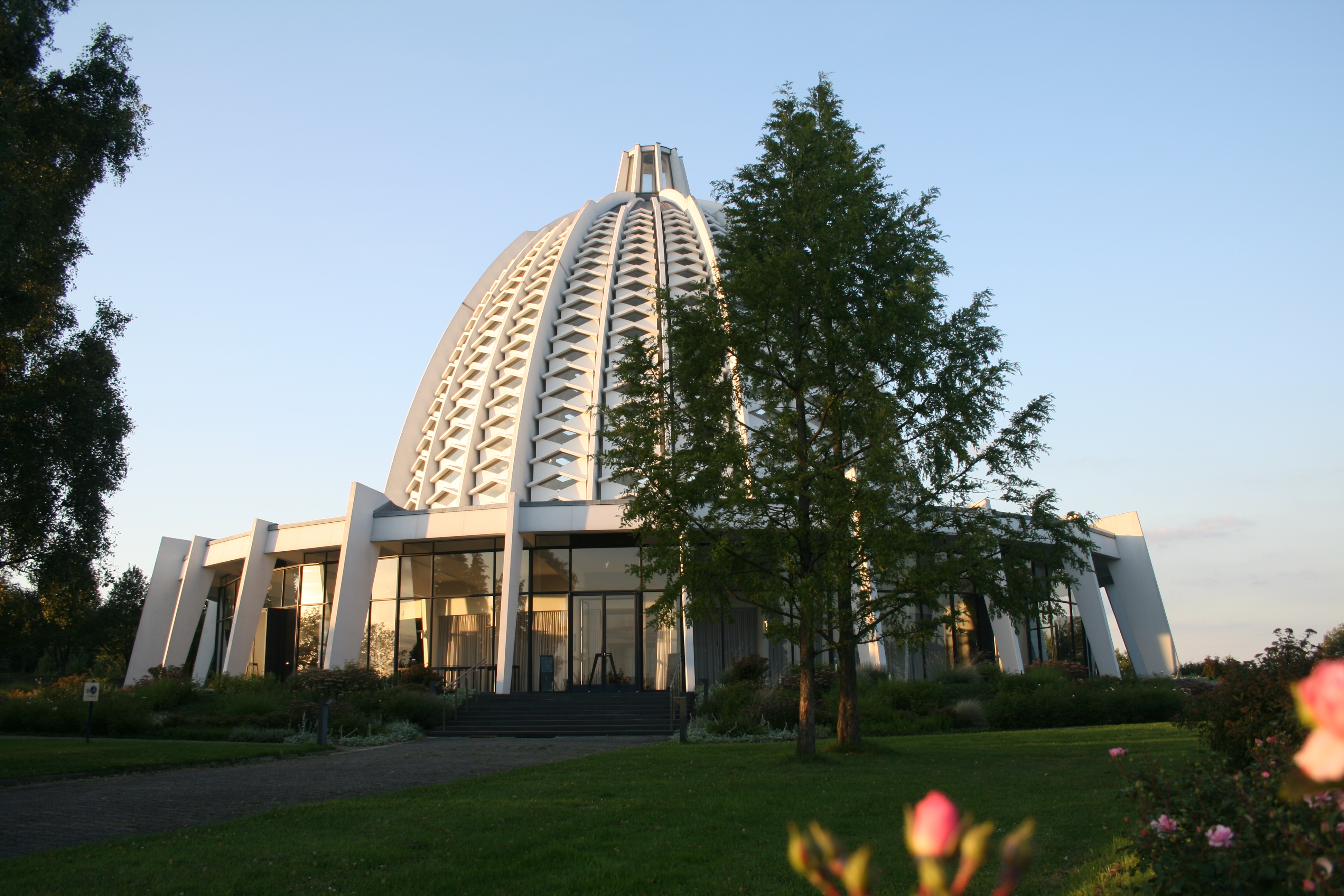
Francfort (Allemagne)
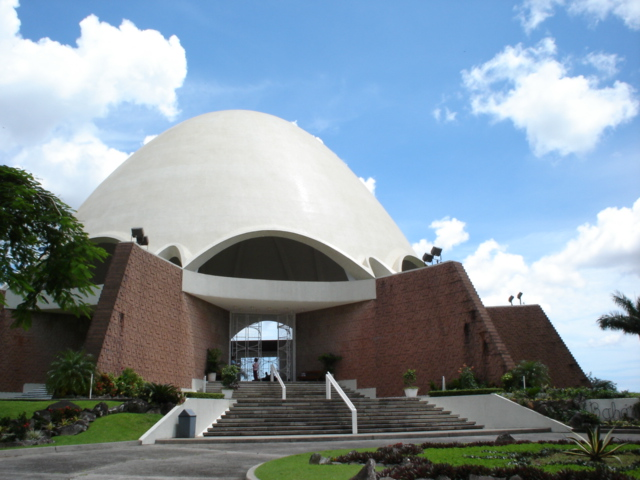
Ville de Panama (Panama)
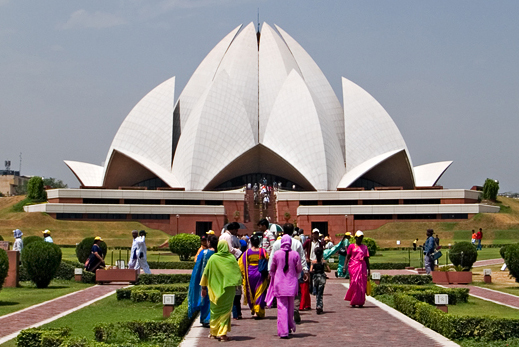
New-Delhi (Inde)

## Édifices en projet
La Maison universelle de justice a déjà choisi plus de 120 endroits pour les futures "Maison d'adoration baha'ies",. Les communautés baha'ies possèdent de nombreuses propriétés, où des "Maisons d'adoration" pourront être construites au fur et à mesure de leur croissance et de leur développement.

### Téhéran (Iran)
Bien que l'emplacement ait été choisi, sa construction ne peut actuellement être entreprise à cause de l'oppression habituelle de la Foi baha'ie par les autorités iraniennes. À la demande de Shoghi Effendi, Charles Mason Remey présenta un projet pour cette "Maison d'adoration", qui ne put être approuvé avant la mort du Gardien.

### Santiago (Chili)
À la fin de l'année 2002, l'Assemblée Spirituelle Nationale des bahá’ís du Chili et la Maison Universelle de Justice lancèrent un concours parmi les architectes du monde entier, ceux-ci devant présenter un projet d'édifice pour le "Temple-Mère" de l'Amérique du Sud situé au Chili. Le projet retenu fut celui de M. Siámak Hariri(Toronto, Canada). Les travaux viennent de commencer.

### Haïfa (Israël)
Le lieu choisi se trouve sur le mont Carmel à proximité du Centre mondial baha'i. Il se situe près de l'endroit où Bahá'u'lláh révéla "l'épître du Carmel" (Lawḥ-i-Karmil), qui est selon Shoghi Effendi la "charte spirituelle et administrative du Centre mondial sur cette montagne". Les plans de Charles Mason Remey furent approuvés par Shoghi Effendi, et en 1971 la Maison Universelle de Justice fit ériger sur l'emplacement un obélisque gravé du symbole du "Plus Grand Nom" (Alláh'u'Abhá).

### Autres lieux

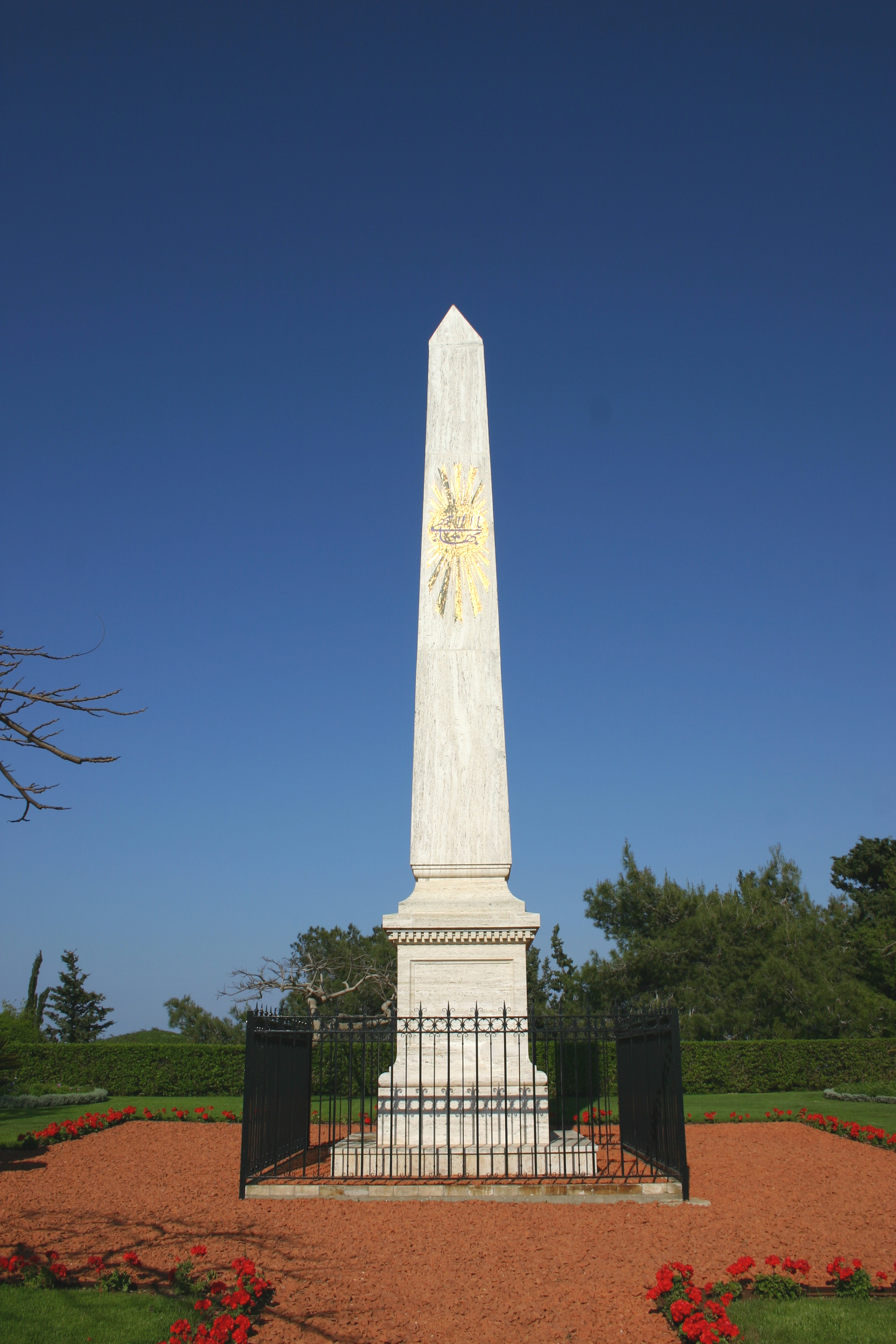
Lieu du futur édifice à Haïfa

| Amérique du Sud |           |
| Ville           | Pays      |
| Buenos Aires    | Argentine |
| La Paz          | Bolivie   |
| Rio de Janeiro  | Brésil    |
| Managua         | Nicaragua |
| Bogota          | Colombie  |
| Asuncion        | Paraguay  |
| Quito           | Équateur  |
| Lima            | Pérou     |
| Tegucigalpa     | Honduras  |
| Montevideo      | Uruguay   |
| Caracas         | Venezuela |

| Amérique du Nord |                        |
| Ville            | Pays                   |
| Anchorage        | Alaska, États-Unis     |
| Kingston         | Jamaïque               |
| Mexico           | Mexique                |
| Toronto          | Canada                 |
| San José         | Costa Rica             |
| Saint-Domingue   | République dominicaine |
| Guatemala        | Guatemala              |
| Port-au-Prince   | Haïti                  |
| San Salvador     | Salvador               |

| Europe    |             |
| Ville     | Pays        |
| Rome      | Italie      |
| Vienne    | Autriche    |
| Londres   | Royaume-Uni |
| Oslo      | Norvège     |
| Madrid    | Espagne     |
| Paris     | France      |
| Stockholm | Suède       |
| Berne     | Suisse      |
| Istanbul  | Turquie     |

| Afrique      |                |
| Ville        | Payx           |
| Benghazi     | Libye          |
| Meknes       | Maroc          |
| Le Caire     | Égypte         |
| Johannesburg | Afrique du Sud |
| Tunis        | Tunisie        |

| Asie-Pacifique |                  |
| Ville          | Pays             |
| Tokyo          | Japon            |
| Yangon         | Myanmar          |
| Auckland       | Nouvelle-Zélande |
| Suva           | Fidji            |
| Djakarta       | Indonésie        |

| Asie    |          |
| Ville   | Pays     |
| Karachi | Pakistan |
| Bagdad  | Irak     |
| Téhéran | Iran     |
| Haïfa   | Israël   |